# Haich Erzsébet
Haich Erzsébet (Budapest, 1897. március 20. – Zürich, 1994. július 31.) magyar származású festőművész, szobrász, jógaoktató, író és spirituális tanító.

## Életpályája
Jómódú felső-középosztálybeli családban született Budapesten. Már fiatalkorában megmutatkozott kivételes tehetsége mind zongoristaként, mind pedig festőként és szobrászként. Az első világháború után nemzetközileg elismert művész lett. Alkotásait itt lehet megtalálni.
Intenzív spirituális útkeresés jellemezte, szoros kapcsolatot ápolt a kor jelentős szellemi életének számos tagjával, köztük Baktay Ervinnel is. 
A harmincas években ismerkedett meg Selvarajan Yesudiannal, aki ebben az időben orvostanhallgató volt Budapesten. A találkozásból életre szóló munka-, tanító–tanítvány- és spirituális kapcsolat alakult ki. Az elkövetkező 55 évet megszakítás nélkül együtt töltötték, egészen Haich Erzsébet haláláig, akit Yesudian spirituális mesterének tekintett.
Közösen alapították meg Budapesten Európa első jógaiskoláját 1937-ben. 1941-ben megszületett Selvarajan Yesudian tollából a "Sport és jóga" című könyv, amely rendkívüli sikert aratott már a megjelenése pillanatában. Mostanáig az egyik alapmű minden jógatanulónak hazánkban és nagyvilágban. A könyvet később számos nyelvre lefordították, a későbbi kiadásokban már Haich Erzsébet is közreműködött.  
Az akkori politikai helyzet miatt 1948-ban Haich Erzsébet és Yesudian elhagyni kényszerültek az országot. Zürichben telepedtek le, ahol jógaiskolát alapítottak. Minden évben nemzetközi tábort is tartottak a svájci Ticino kantonban, Ponte Tresában. Az évek során számos közös publikációjuk is megjelent.
Haich Erzsébet – immár Svájcban, tanítványai kérésére – 1953-ban írta legismertebb könyvét Beavatás címmel. A könyvet 17 nyelvre fordították le, és világszerte több millió példányban kelt el. Ebben előző életének drámai eseményeit, és a Ptahhotep főpapnál töltött tanulóéveit meséli el az ókori Egyiptomban.
Haich Erzsébet olyan szellemi óriások tanításait követte és közvetítette, mint Srí Ramana Maharsi, Srí Rámakrisna és tanítványa, Szvámi Vivékánanda. Yesudiannal együtt élete végéig tanította a spirituális útkeresőket, hogy a jóga univerzális erejével mindenki számára felfedezhetővé és elérhetővé tegye a bennünk eredendően szunnyadó isteni lényeget.

## Magyarul megjelent művei, fordításai
1. Beavatás: Haich Erzsébet egyik legfontosabb könyve, amelyet számos nyelvre lefordítottak, világszerte nagy sikert ért el. A regényben útmutatást kapunk a hermetika, a jóga és általában véve a „tradíció” alapértékeiről. Megismerhetjük Haich Erzsébet 20. századi életét, Magyarország pezsgő szellemi életét a 30-as években, a II. világháború szörnyűségeit, és korábbi reinkarnációs emlékeit, amelyek az ősi Egyiptomból származnak, ahol a fáraó lányaként a legmagasabb szellemi beavatásban részesült. A regény alapmű minden spirituális útkeresőnek. Külön érdekesség, hogy a könyvben leírt egyiptomi beavatás hasonlít Kodolányi János Az égő csipkebokorban leírt egyiptomi beavatáshoz, amelyben Mózes részesült. A könyvet szinte egy időben írták, így nem is tudhattak egymásról.
2. Sport és jóga (Eredetileg Selvarajan Yesudian által írt könyv későbbi kiadásokban közreműködő).
3. Sorsunk és a jóga
4. A jóga hétről hétre
5. Mi a jóga? (Selvarajan Yesudian írta, fordította Haich Erzsébet)
6. A jóga királyi útja. Bölcsességek minden napra; ford. Böhm Márta; Helikon, Bp., 1992[1]
7. Beavatás. Óegyiptomi misztériumok, 1-2.; ford. Érszegi András; Édesvíz, Bp., 1994 (Régi korok üzenete)
8. Szexuális erő és jóga; ford. Tóth Zoltán; Szukits, Szeged, 2000[2]
9. Beavatás. Óegyiptomi misztériumok; ford. Érszegi András; 2. jav. kiad.; Édesvíz, Bp., 2011
10. Hét nap, hét erő. A jóga füveskönyve; összeáll. Haich Erzsébet, ford. Böhm Márta; Lazi, Szeged, 2015

## Németül és angolul megjelent művei
- Wisdom of the Tarot (Selvarajan Yesudiannal közösen)